# Aqua Timez Shoes and Stargazing Tour 2014
『Aqua Timez Shoes and Stargazing Tour 2014』（アクアタイムズ・シューズ・アンド・スターゲイジング・ツアー 2014）はAqua Timezの5枚目のライブ映像ディスク（DVD・Blu-ray Disc）。2015年5月27日発売。発売元はエピックレコードジャパン。

## 概要
- 全国ツアー『Shoes and Stargazing Tour 2014』の最終公演となった11月30日の東京国際フォーラムAでのライブ映像を収録している。

## 収録曲
1. アダムの覚悟
2. 千の夜をこえて
3. The FANtastic Journey
4. 虹
5. オムレット
6. Fly Fish
7. エデン
8. ヒナユメ
9. 赤い屋根の見える丘へ
10. ひとつだけ
11. MASK（Shoes and Stargazing version）
12. 手紙返信
13. 等身大のラブソング
14. 生きて
15. ゴールドメダル
16. Shoes and Stargazing スペシャルメドレー 〔 ALONES 〜 真夜中のオーケストラ 〜 きらきら 〜 GRAVITY Ø 〜 ALONES 〕
17. イヴの結論
18. エルフの涙
19. 決意の朝に
20. 滲み続ける絵画
21. 一生青春